# Meharia yakovlevi
Meharia yakovlevi (лат. Meharia yakovlevi) — моль родини Деревоточці (лат. Cossidae), виявлена на острові Сокотра, (Ємен).

## Етимологія назви
Видовий епітет надано на честь російського лепідоптеролога Романа Яковлєва (Roman Yakovlev), який був в експедиції на Сокотрі разом литовським ентомологом Аідасом Салдаітісом (Aidas Saldaitis) та колегами Робертом Борсом, Повіласом Івінскісом (Robert Borth, Povilas Ivinskis).

## Відкриття виду
Цей вид був описаний за єдиним зразком самця. Цей зразок був знайдений в околицях Хадібу, на пагорбах, укритих густою чагарниковою рослинністю. У січні 2010 року були зібрані ще п'ять особин цього виду.